# Cantó de Nuòu Vic (Dordonya)
El cantó de Nuòu Vic és un cantó francès del departament de la Dordonya, situat al districte de Perigús. Té 11 municipis i el cap és Nuòu Vic.

## Municipis
- Beurona
- Chantairac
- Dosilhac
- Nuòu Vic
- Sent Andriu de Dobla
- Sent Agulin
- Sent Gèrman de Salembre
- Sent Joan d'Astaus
- Sent Sieurin d'Estiçac
- Sent Vincenç de Conasac
- Valaruelh

## Història
| Data d'elecció                           | Identitat         | Partit | Qualitat |
| ---------------------------------------- | ----------------- | ------ | -------- |
| 1976-2001                                | Christian Defarge | PS     |          |
| 2001-                                    | Pascal Deguilhem  | PS     |          |
| les dades anteriors no són pas conegudes |                   |        |          |
|                                          |                   |        |          |

## Demografia
| 1962  | 1968  | 1975  | 1982  | 1990  | 1999  | 2006  |
| ----- | ----- | ----- | ----- | ----- | ----- | ----- |
| 6.935 | 6.738 | 6.651 | 6.414 | 6.330 | 7.061 | 7.617 |